# Egyházfa
Egyházfa (más néven Egyházfalva, szlovákul Kostolná pri Dunaji, németül Gaswar) község Szlovákiában, a Pozsonyi kerületben, a Szenci járásban.

## Fekvése
Szenctől 4 km-re délkeletre fekszik. Közigazgatásilag Pénteksúr (Malý Šúr) tartozik hozzá.

## Története
A régészeti leletek tanúsága szerint a község területén már az újkőkorszakban éltek emberek, de találtak bronzkori és római kori leleteket is. 1308-ban említik először. Szent András tiszteletére szentelt templomát 1332-ben a pápai tizedjegyzékben említik. 1643-ban lakói reformátusok lettek, majd 1674-ben az ellenreformáció hatására újrakatolizáltak. Iskolájának legkorábbi említése 1782-ből származik. A 19. században gróf Pálffy János volt a kegyura.
Vályi András szerint "EGYHÁZFALVA. Gasvár, Hasvár. Elegyes magyar falu Poson Vármegyében, földes Ura Gróf Pálfy Uraság, lakosai katolikusok, fekszik a’ Felső Szigeti járásban, Királyfalvához közel, határja középszerű, vagyonnyai meglehetősek, második Osztálybéli.
" 
Fényes Elek szerint "Egyházfalva, Pozson m. magyar falu a Fekete viz mellett, Szenczhez egy óra; 231 kath. lak. Van egy kath. paroch. temploma, derék erdeje, jó rétje, tehenészete, fáczányosa. serháza, téglavetője. F. u. gr. Pálffy Ferencz. Ut. p. Cseklész.
" 
A trianoni békeszerződésig Pozsony vármegye Szenci járásához tartozott. 1942-ben Hasvár néven Pénteksúrral egyesítették, 1948-ban kapta mai nevét.

## Népessége
| Év:            | 1994. | 2004.   | 2014.    | 2024.    |
| -------------- | ----- | ------- | -------- | -------- |
| Emberek száma: | 466   | 470     | 592      | 901      |
| Eltérés:       |       | +0,85 % | +25,95 % | +52,19 % |

| Év:            | 2023. | 2024.   |
| -------------- | ----- | ------- |
| Emberek száma: | 873   | 901     |
| Eltérés:       |       | +3,20 % |

1880-ban 324 lakosából 199 magyar és 106 szlovák anyanyelvű volt.
1890-ben 337 lakosából 233 magyar és 80 szlovák anyanyelvű volt.
1900-ban 349 lakosából 277 magyar és 46 szlovák anyanyelvű volt.
1910-ben 316 lakosából 274 magyar, 30 szlovák, 11 német és 1 más anyanyelvű volt. Pénteksúr 161 lakosa mind magyar anyanyelvű volt.
1921-ben 336 lakosából 257 magyar és 76 csehszlovák volt.
1930-ban 308 lakosából 163 magyar és 142 csehszlovák volt.
1941-ben 472 lakosából 449 magyar és 23 szlovák volt.
1991-ben 479 lakosából 363 magyar és 116 szlovák volt.
2001-ben 458 lakosából 315 magyar és 137 szlovák volt.
2011-ben 508 lakosából 265 magyar és 235 szlovák volt.[forrás?]
2021-ben 781 lakosából 273 (+27) magyar, 484 (+12) szlovák, 4 (+2) ruszin, 6 (+10) egyéb és 14 ismeretlen nemzetiségű volt.

## Neves személyek
- Itt született 1925-ben Slezák Silvester pap.[6]
- Itt született 1934-ben Adrián Vallašek szlovák régész.
- Itt szolgált Petrásek Ágoston (1879-1944) csehszlovákiai politikus, római katolikus szerzetes pap.

## Nevezetességei
- A Rózsafüzér királynője tiszteletére szentelt római katolikus temploma  a 13. században épült.
- Parkját 2009-ben létesítették a faluközpontban, közepén halastavat alakítottak ki.
- A falu közelében egy pozsonyi vállalkozó tigrisfarmot létesített (22 szibériai tigrissel).